# Supercoppa lussemburghese 2018 (pallavolo femminile)
La Supercoppa lussemburghese 2018 si è svolta il 29 settembre 2018: al torneo hanno partecipato due squadre di club lussemburghesi femminili e la vittoria finale è andata per la prima volta al RSR Walfer.

## Regolamento
Le squadre hanno disputato una gara unica.

## Squadre partecipanti
| Squadra    | Qualificazione                                                     |
| ---------- | ------------------------------------------------------------------ |
| RSR Walfer | Vincitrice Division Nationale 2017-18/Coppa di Lussemburgo 2017-18 |
| CHEV       | Finalista Coppa di Lussemburgo 2017-18                             |

## Torneo
| 29 settembre 2018 Hall Sportif Belair, Belair, Lussemburgo Durata: ? - Spettatori: ? | RSR Walfer | 3 - 1 | CHEV | 19-25, 25-19, 25-20, 25-21 |